# Cannon Falls
Cannon Falls est une ville du comté de Goodhue, dans l'État américain du Minnesota. Elle est située sur la Route 52, au sud-est de l'agglomération Minneapolis-Saint Paul. Au moment du recensement de 2010, elle comptait 4 083 habitants.
La ville abrite notamment le studio Pachyderm.